# 劉鹿鳴
劉鹿鳴（？—？），字子示，號苹野，河南開封府祥符縣人，匠籍，明朝政治人物。

## 生平
隆庆四年（1570年）庚午科河南鄉試第七名，萬曆十一年（1583年）癸未科會試第二百七十一名，登三甲第八十八名進士。工部觀政，本年授直隶魏县知县，丁憂，十六年復除湖广蕲水县，十九年改浙江宁波府學教授，二十一年升嘉兴府通判，告病。二十八年補庐州府通判，二十九年升永宁知州，三十二年補永平府通判，本年改宁国府通判。

## 家族
曾祖劉儉；祖父劉瓚；父劉貴，曾任訓導。母趙氏。